# Église Saint-Denis de Pierrefitte-en-Auge
L'église Saint-Denis de Pierrefitte-en-Auge est une église catholique située à Pierrefitte-en-Auge, en France. Daté du XIIIe siècle, l'édifice est surtout remarquable par un décor peint exceptionnel conservé sur les voûtes de la nef et d'une chapelle, daté du milieu du XVIIe.

## Localisation
L'église est située dans le département français du Calvados, sur la commune de Pierrefitte-en-Auge et sur la rive gauche de la Touques.

## Historique
L'édifice date du XVIIe selon la base Mérimée mais cette date est uniquement celle des peintures qui ornent l'édifice. La construction stricto sensu serait du XIIIe et du XVIe siècle.
Arcisse de Caumont date la construction du début du XIIIe.
Le chœur date du XIIIe.
L'édifice est modifié et restauré : des fenêtres et des contreforts sont aménagés au XVe.
Deux chapelles sont élevées au XVIe et pourvues de fenêtres ogivales.
L'édifice est inscrit au titre des monuments historiques le 17 juin 1930.

## Description

### Architecture
Les chapelles sont situées entre la nef et le chœur. Les chapelles s'ouvrent sur la nef par des ogives. Le chevet est droit et est obstrué en partie par une sacristie. Le clocher est situé près du portail et est recouvert d'ardoises.

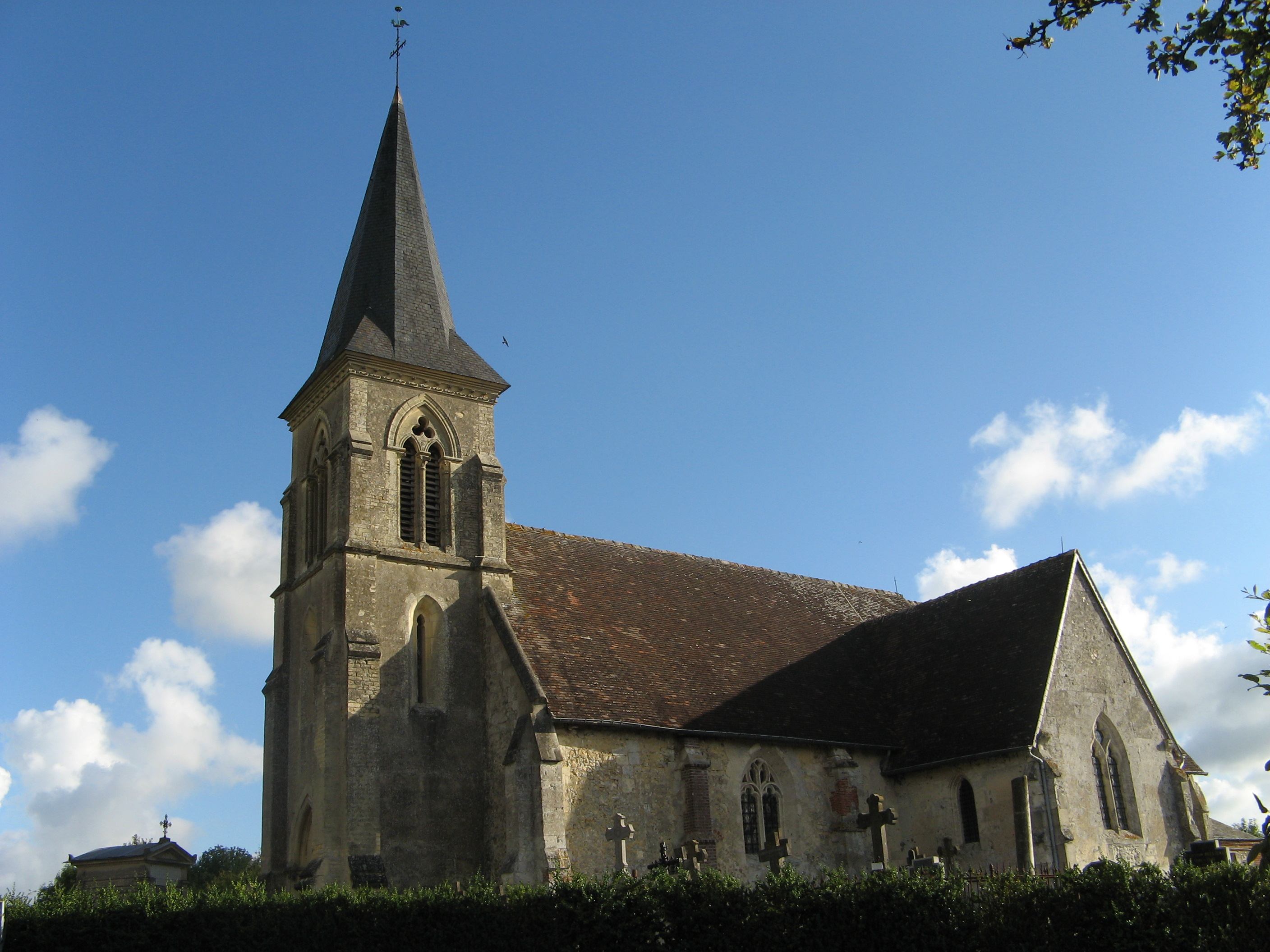
Vue extérieure
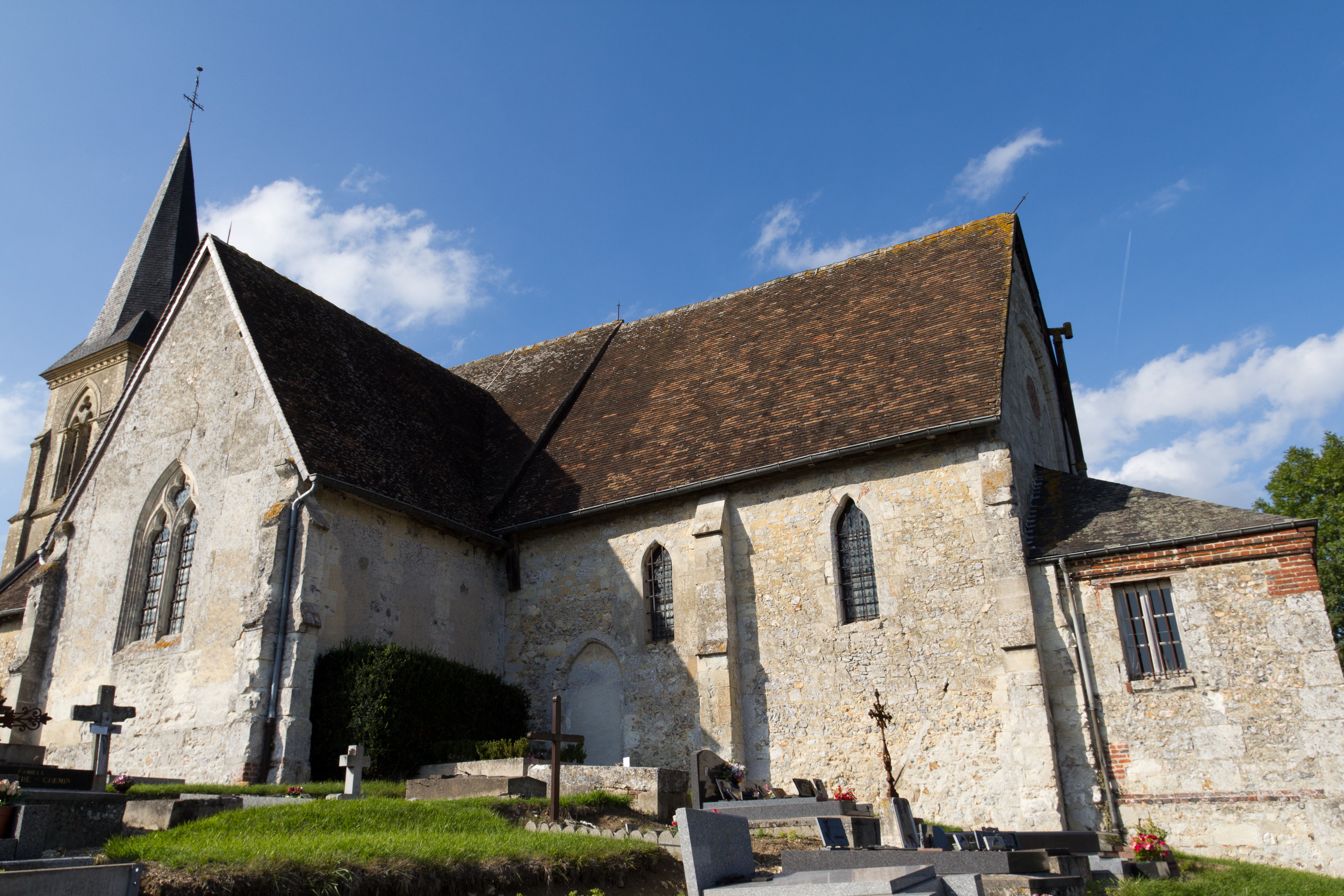
Vue sud avec la sacristie
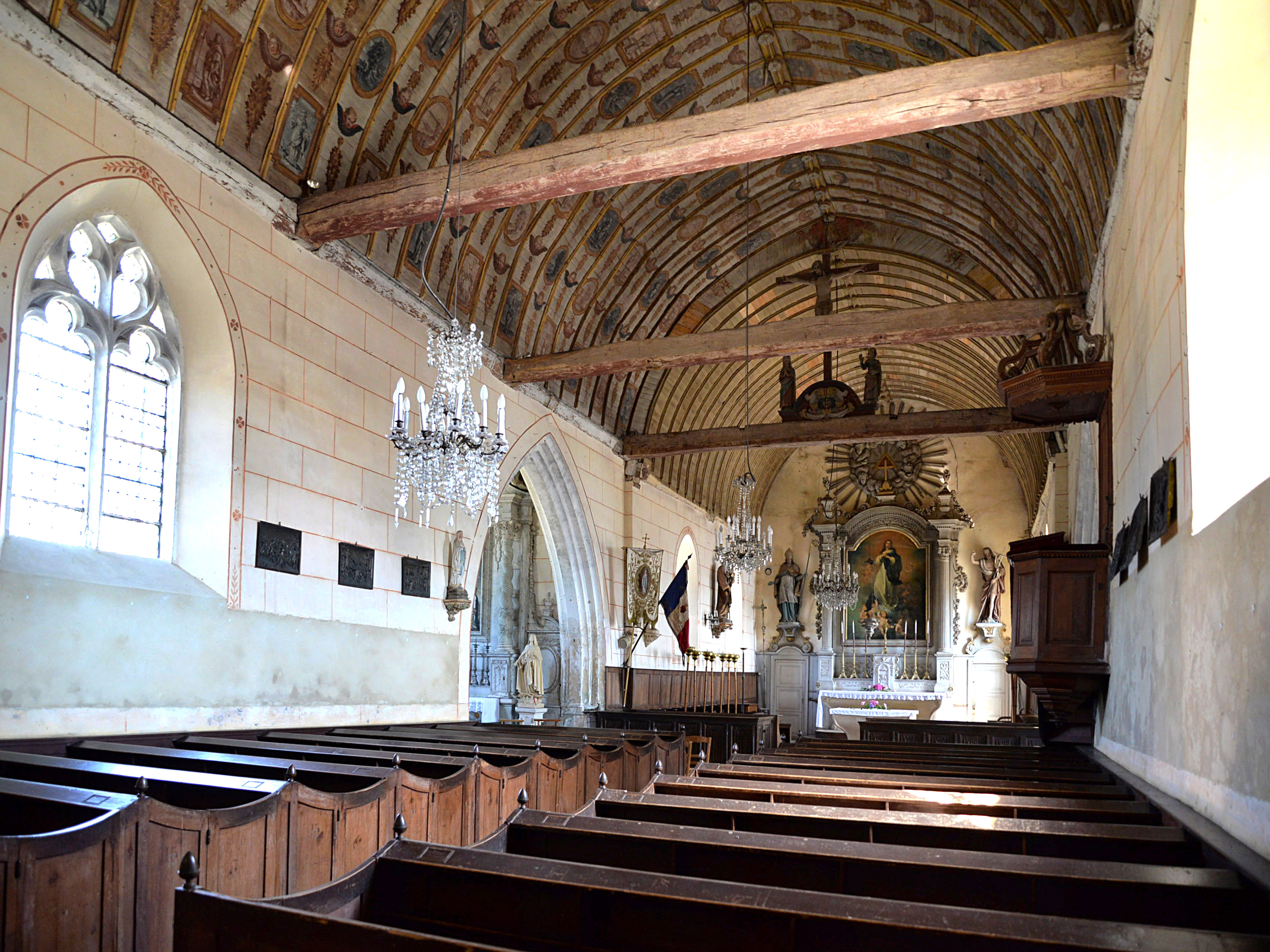
Nef de l'église
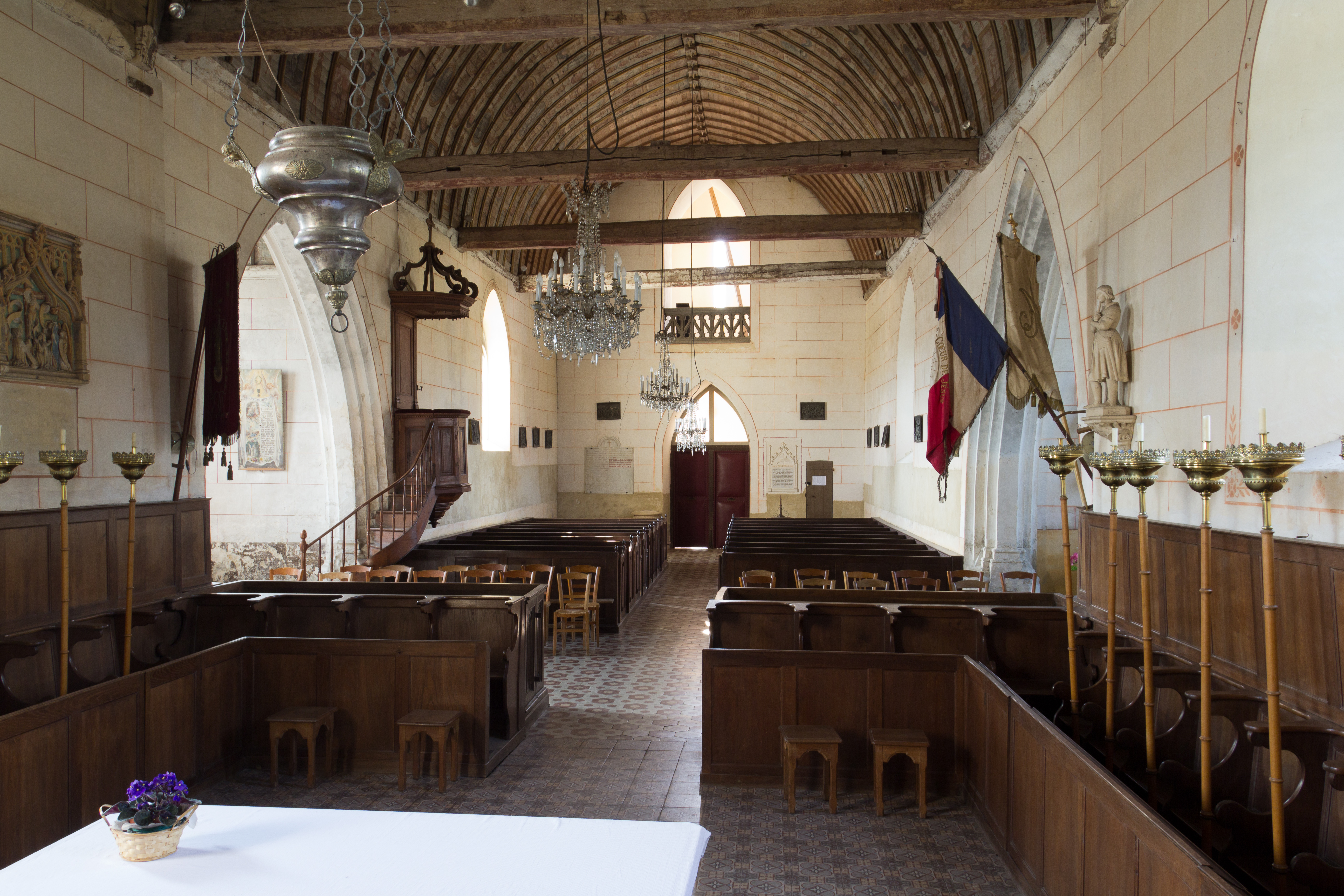
Autre vue de la nef de l'église

### Décor peint exceptionnel
« L'intérieur a conservé une grande partie de [son] ornementation », datée du règne de Louis XIV selon Arcisse de Caumont.
La nef possède une ancienne charpente avec des peintures représentant dans des cadres des personnages et des paysages en camaïeu bleu et violet, et également des fruits et des têtes d'anges.
Le décor peint conservé est très rare dans la région et représente des scènes de l'Ancien Testament ainsi que des vies de saints. Il est peut-être l'œuvre d'artistes italiens. Ces peintures présentent une unité de style et sont peut-être l'œuvre d'un seul artiste.
La chapelle Saint-Laurent porte une représentation de ce saint. Les peintures sont en « camaïeu sur fond rouge avec encadrement jaune ». Cette chapelle comporte également deux inscriptions portant la date 1645.
La voûte de la chapelle du nord porte une peinture plus simple que celle présente sur l'autre chapelle et la nef, « d'azur avec des étoiles d'or et des fleurs de lis ».

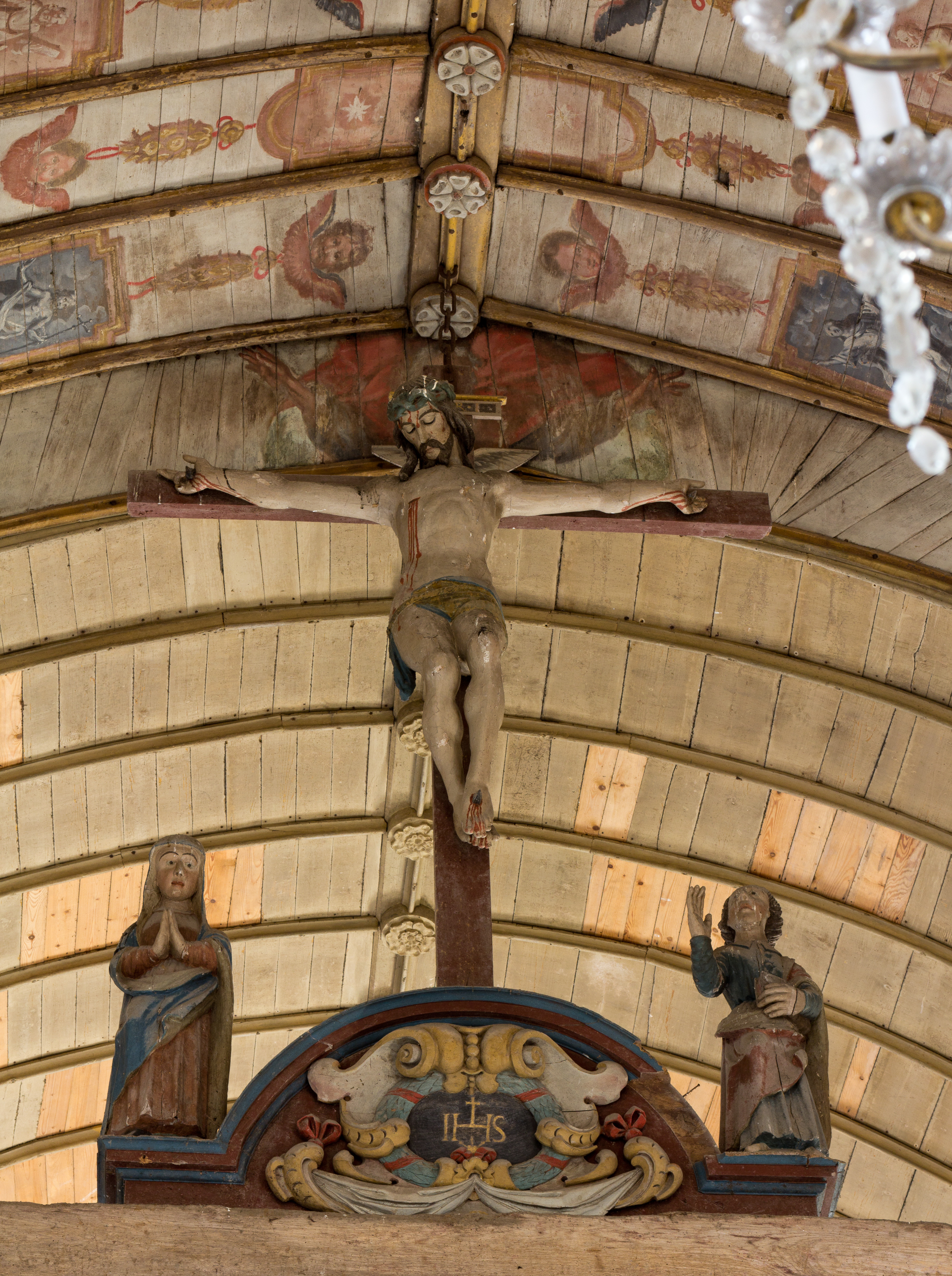
Poutre de gloire
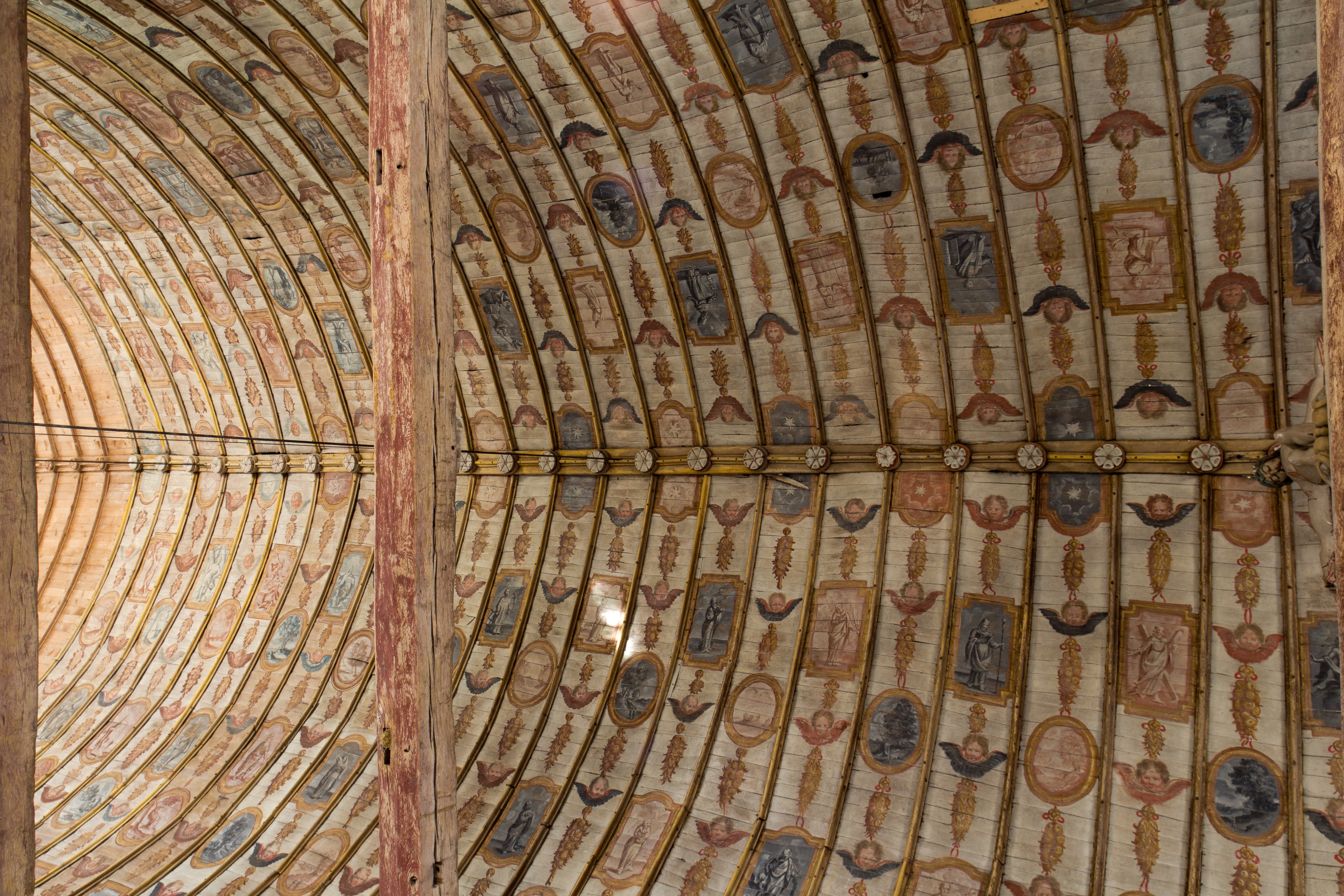
Plafond peint de la nef de l'église
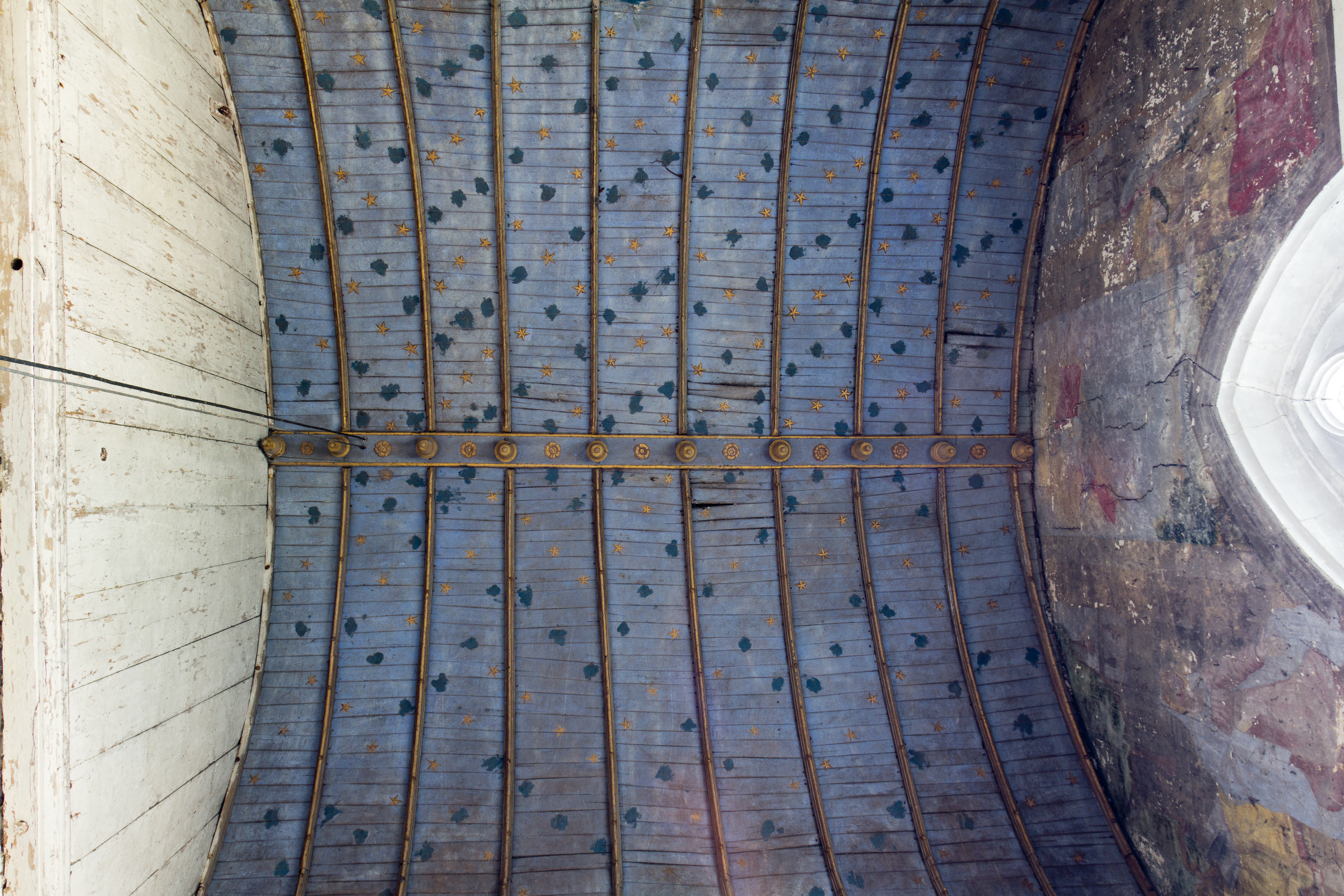
Toit peint de la chapelle Saint Denis
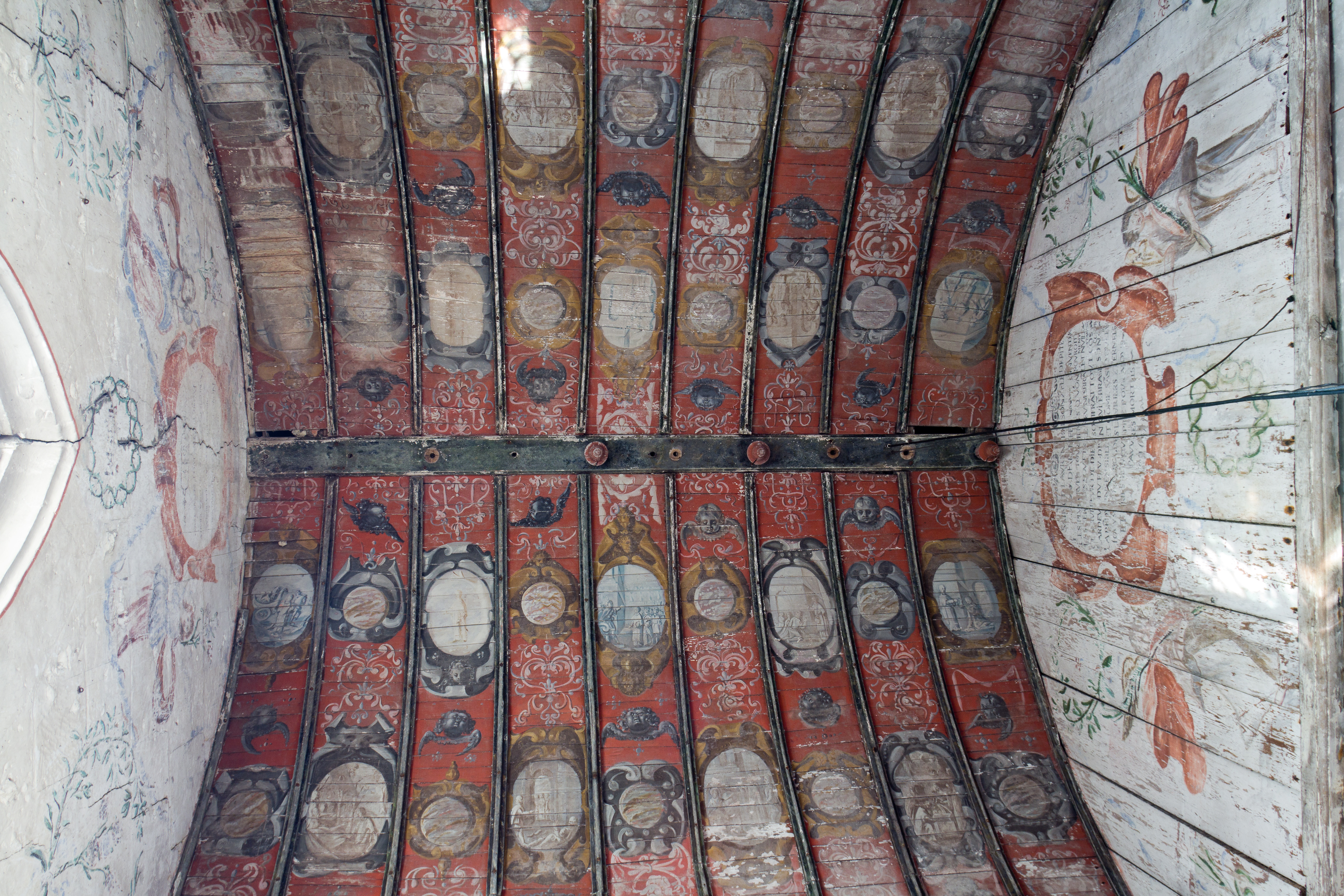
Toit peint de la chapelle Saint Laurent